# Formula Nippon 2009
La stagione 2009 della Formula Nippon è la trentottesima edizione della più importante serie giapponese di vetture a ruote scoperte, la quattordicesima con questa denominazione. Viene disputata su 8 gare. Da questa stagione l'unica monoposto ammessa è la Swift FN09, spinta da motori Honda o Toyota.
Il campionato viene vinto dal pilota francese Loïc Duval su una monoposto spinta dal motore Honda.

## La pre-stagione

### Calendario
| Gara | Circuito           | Giri | Lunghezza           | Data         |
| ---- | ------------------ | ---- | ------------------- | ------------ |
| 1    | Circuito del Fuji  | 55   | 55x4,563=250,965 km | 5 aprile     |
| 2    | Circuito di Suzuka | 43   | 43x5,807=249,701 km | 17 maggio    |
| 3    | Circuito di Motegi | 52   | 52x4,801=249,652 km | 20 maggio    |
| 4    | Circuito del Fuji  | 55   | 55x4,563=250,965 km | 28 giugno    |
| 5    | Circuito di Suzuka | 43   | 43x5,807=249,701 km | 12 luglio    |
| 6    | Circuito di Motegi | 52   | 52x4,801=249,652 km | 9 agosto     |
| 7    | Autopolis          | 54   | 54x4,674=252,396 km | 30 agosto    |
| 8    | Circuito di Sugo   | 62   | 62x3,704=229,448 km | 27 settembre |

- Tutte le corse sono disputate in Giappone.

## Piloti e team
| Team                    | Motore      | Nr. | Pilota            | Status | Gare  |
| ----------------------- | ----------- | --- | ----------------- | ------ | ----- |
| Lawson Team Impul       | Toyota RV8K | 1   | Tsugio Matsuda    |        | Tutte |
| Lawson Team Impul       | Toyota RV8K | 2   | Benoît Tréluyer   |        | Tutte |
| Team LeMans             | Toyota RV8K | 7   | Keisuke Kunimoto  | R      | Tutte |
| Team LeMans             | Toyota RV8K | 8   | Hiroaki Ishiura   |        | Tutte |
| HFDP Racing             | Honda HR09E | 10  | Koudai Tsukakoshi | R      | Tutte |
| ahead Team Impul        | Toyota RV8K | 20  | Kohei Hirate      |        | Tutte |
| Nakajima Racing         | Honda HR09E | 31  | Loïc Duval        |        | Tutte |
| Nakajima Racing         | Honda HR09E | 32  | Takashi Kogure    |        | Tutte |
| Petronas Team TOM'S     | Toyota RV8K | 36  | André Lotterer    |        | Tutte |
| Petronas Team TOM'S     | Toyota RV8K | 37  | Kazuya Oshima     | R      | Tutte |
| Docomo Dandelion Racing | Honda HR09E | 40  | Richard Lyons     |        | Tutte |
| Docomo Dandelion Racing | Honda HR09E | 41  | Takuya Izawa      |        | Tutte |
| Cerumo/IngIng           | Toyota RV8K | 48  | Yuji Tachikawa    |        | Tutte |

| Icona | Status     |
| ----- | ---------- |
| R     | Esordiente |

- Tutte le vetture sono Swift 017.n.

## Risultati e classifiche

### Risultati
| Gara | Pista     | Tempo       | Velocità    | Pole Position   | Giro veloce       | Vincitore       | Vettura      | Team                |
| ---- | --------- | ----------- | ----------- | --------------- | ----------------- | --------------- | ------------ | ------------------- |
| 1    | Fuji      | 1'21:59.897 | 183,64 km/h | Kohei Hirate    | André Lotterer    | Benoît Tréluyer | Swift-Toyota | Team Impul          |
| 2    | Suzuka    | 1'26:44.751 | 172,71 km/h | Benoît Tréluyer | Loïc Duval        | Loïc Duval      | Swift-Honda  | Nakajima Racing     |
| 3    | Motegi    | 1'41:02.832 | 148,24 km/h | Takashi Kogure  | Koudai Tsukakoshi | Takashi Kogure  | Swift-Honda  | Nakajima Racing     |
| 4    | Fuji      | 1'43:02.140 | 146,14 km/h | Loïc Duval      | Loïc Duval        | Loïc Duval      | Swift-Honda  | Nakajima Racing     |
| 5    | Suzuka    | 1'17:25.650 | 193,50 om/h | Loïc Duval      | Takashi Kogure    | Loïc Duval      | Swift-Honda  | Nakajima Racing     |
| 6    | Motegi    | 1'26:41.317 | 172,79 km/h | Takashi Kogure  | Takashi Kogure    | André Lotterer  | Swift-Toyota | Petronas Team Tom's |
| 7    | Autopolis | 1'28:38.994 | 170,99 km/h | Takashi Kogure  | Keisuke Kunimoto  | Takashi Kogure  | Swift-Honda  | Nakajima Racing     |
| 8    | Sugo      | 1'25:52.893 | 160,30 km/h | Loïc Duval      | Loïc Duval        | Loïc Duval      | Swift-Honda  | Nakajima Racing     |

### Classifica piloti
I punti sono assegnati secondo lo schema seguente:
| Punti | 10 | 8 | 6 | 5 | 4 | 3 | 2 | 1 | 1 |

| Pos | Pilota            | FUJ | SUZ | MOT | FUJ | SUZ | MOT | AUT | SUG | Punti |
| --- | ----------------- | --- | --- | --- | --- | --- | --- | --- | --- | ----- |
| 1   | Loïc Duval        | 4   | 1   | Rit | 1   | 1   | 2   | 3   | 1   | 62    |
| 2   | Benoît Tréluyer   | 1   | 2   | 2   | Rit | 3   | 3   | 8   | 9   | 40    |
| 3   | André Lotterer    | 10  | 3   | 5   | 8   | 7   | 1   | 2   | 2   | 39    |
| 4   | Takashi Kogure    | 8   | Rit | 1   | 7   | 2   | 6   | 1   | 10  | 37    |
| 5   | Kohei Hirate      | 3   | 4   | Rit | 5   | 5   | 8   | 4   | 3   | 32    |
| 6   | Hiroaki Ishiura   | 11  | 8   | 3   | 4   | 4   | 4   | 5   | 5   | 30    |
| 7   | Koudai Tsukakoshi | 6   | 5   | 4   | 6   | 9   | 10  | Rit | 4   | 20    |
| 8   | Takuya Izawa      | 2   | 7   | Rit | Rit | 8   | 9   | 6   | 11  | 14    |
| 9   | Kazuya Oshima     | 7   | Rit | Rit | 2   | 10  | 11  | 9   | 6   | 13    |
| 10  | Richard Lyons     | Rit | 6   | 7   | 3   | 13  | Rit | 10  | 13  | 11    |
| 11  | Tsugio Matsuda    | Rit | Rit | 6   | Rit | 12  | 5   | 7   | 7   | 11    |
| 12  | Yuji Tachikawa    | 5   | Rit | Rit | 9   | 6   | 7   | Rit | 12  | 9     |
| 13  | Keisuke Kunimoto  | 9   | 9   | Rit | 10  | 11  | Rit | 11  | 8   | 1     |
| Pos | Pilota            | FUJ | SUZ | MOT | FUJ | SUZ | MOT | AUT | SUG | Punti |

| Colore  | Risultato             |
| ------- | --------------------- |
| Oro     | Vincitore             |
| Argento | 2º posto              |
| Bronzo  | 3º posto              |
| Verde   | Finito a punti        |
| Blu     | Finito senza punti    |
| Viola   | Ritirato (Rit)        |
| Viola   | Non classificato (NC) |
| Rosso   | Non qualificato (NQ)  |
| Nero    | Squalificato (SQ)     |
| Bianco  | Non partito (NP)      |
| Bianco  | Non ha gareggiato     |
| Bianco  | Infortunato (INF)     |
| Bianco  | Escluso (ES)          |
| Bianco  | Gara cancellata (C)   |

### Classifica scuderie
I punti sono assegnati secondo lo schema seguente:
| Punti | 10 | 8 | 6 | 5 | 4 | 3 | 2 | 1 |

Vengono sommati i punti di tutte le vetture dello stesso team.
| Pos | Scuderia          | Pilota     | FUJ | SUZ | MOT | FUJ | SUZ | MOT | AUT | SUG | Punti |
| --- | ----------------- | ---------- | --- | --- | --- | --- | --- | --- | --- | --- | ----- |
| 1   | Nakajima Racing   | Duval      | 4   | 1   | Rit | 1   | 1   | 2   | 3   | 1   | 93    |
| 1   | Nakajima Racing   | Kogure     | 8   | Rit | 1   | 7   | 2   | 6   | 1   | 10  | 93    |
| 2   | Petronas TOM's    | Lotterer   | 10  | 3   | 5   | 8   | 7   | 1   | 2   | 2   | 52    |
| 2   | Petronas TOM's    | Oshima     | 7   | Rit | Rit | 2   | 10  | 11  | 9   | 6   | 52    |
| 3   | Lawson Team Impul | Matsuda    | Rit | Rit | 6   | Rit | 12  | 5   | 7   | 7   | 52    |
| 3   | Lawson Team Impul | Tréluyer   | 1   | 2   | 2   | Rit | 3   | 3   | 8   | 9   | 52    |
| 4   | ahead Team Impul  | Hirate     | 3   | 4   | Rit | 5   | 5   | 8   | 4   | 3   | 31    |
| 5   | Team LeMans       | Kunimoto   | 9   | 9   | Rit | 10  | 11  | Rit | 11  | 8   | 31    |
| 5   | Team LeMans       | Ishiura    | 11  | 8   | 3   | 4   | 4   | 4   | 5   | 5   | 31    |
| 6   | Docomo Dandelion  | Lyons      | Rit | 6   | 7   | 3   | 13  | Rit | 10  | 13  | 31    |
| 6   | Docomo Dandelion  | Izawa      | 2   | 7   | Rit | Rit | 8   | 9   | 6   | 11  | 31    |
| 7   | HFDP Racing       | Tsukakoshi | 6   | 5   | 4   | 6   | 9   | 10  | Rit | 4   | 10    |
| 8   | Cerumo/Inging     | Tachikawa  | 5   | Rit | Rit | 9   | 6   | 7   | Rit | 12  | 9     |
| Pos | Scuderia          | Vettura    | FUJ | SUZ | MOT | FUJ | SUZ | MOT | AUT | SUG | Punti |

| Colore  | Risultato             |
| ------- | --------------------- |
| Oro     | Vincitore             |
| Argento | 2º posto              |
| Bronzo  | 3º posto              |
| Verde   | Finito a punti        |
| Blu     | Finito senza punti    |
| Viola   | Ritirato (Rit)        |
| Viola   | Non classificato (NC) |
| Rosso   | Non qualificato (NQ)  |
| Nero    | Squalificato (SQ)     |
| Bianco  | Non partito (NP)      |
| Bianco  | Non ha gareggiato     |
| Bianco  | Infortunato (INF)     |
| Bianco  | Escluso (ES)          |
| Bianco  | Gara cancellata (C)   |